# ولسوالی خان‌آباد
ولسوالی خان‌آباد یکی از ۷ ولسوالی‌‌‌‌ ولایت کندز، به مرکزیت شهر خان آباد در شمال افغانستان است. خان‌آباد از ولسوالی‌های درجه دوم ولایت کندز بوده، پهناوری آن ۷۳۱ کیلومتر مربع است و با ۱۹۴٬۷۳۹ نفر جمعیت در سال ۱۳۹۹، سومین ولسوالی پر جمعیت ولایت کندز می‌باشد.
بزرگان قومی ولسوالی خان آباد قوماندان جمعه الدین رحیمی محمد عمرآقتاش و محراب الدین میباشند. ولسوالی خان‌آباد از شمال با ولسوالی دشت ارچی، از غرب با ولسوالی‌های قندوز و علی‌آباد و از شرق و جنوب با ولایت تخار محدود می‌باشد.